# 藏刀
藏刀，傳統上是藏族人繫於腰間的隨身配刀，直刃、單鋒加上圓弧的刀尖，長約10至40厘米，造型上承傳了漢刀及唐刀的風格，刀柄和刀鞘上刻有吉祥圖案或藏文。藏刀為多用途刀，既用以防身和宰殺牲口，亦可以作為分食的餐具。